# Hacienda San José Cholul

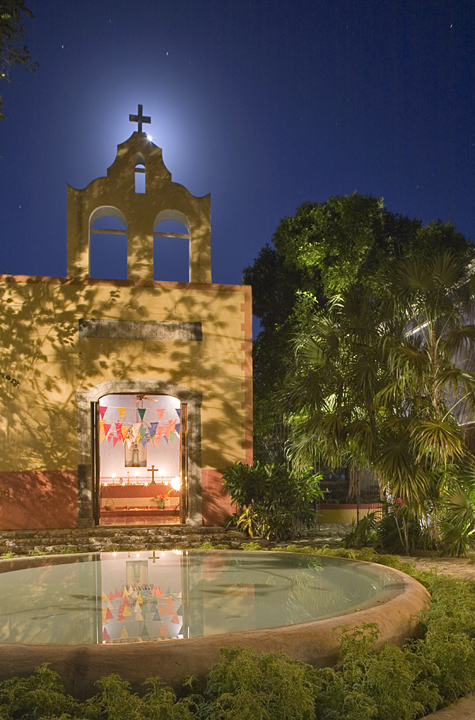
Capilla de la hacienda de San José Cholul.

La hacienda San José Cholul está situada en el área norte del centro de Yucatán, región que fue conocida como La Costa cuando la conformaron los cacicazgos mayas Cehpech, al oeste, y Ah Kinchel, al este. Al primero correspondían los antiguos pueblos de Tixkokob, Euán y Cacalchén, cuyas tierras colindan con la hacienda San José Cholul. Esta se localiza en la comprensión municipal de Tixkokob, a 8 km del pueblo del mismo nombre.
Las haciendas en Yucatán fueron organizaciones agrarias que surgieron en el siglo XVIII a diferencia de lo que ocurrió en el resto de México y en casi toda la América hispana, en que estas fincas se establecieron casi inmediatamente después de la conquista y durante el siglo XVII. En Yucatán, por razones geográficas, ecológicas y económicas, particularmente la pésima calidad del suelo y la falta de agua para regar, tuvieron las haciendas una aparición tardía.
Una de las regiones de Yucatán en donde se establecieron primero haciendas maiceras y después henequeneras, fue la colindante y cercana con Mérida. A lo largo de los caminos principales como en el "camino real" entre Campeche y Mérida, también se ubicaron estas unidades productivas. Fue el caso de los latifundios de Yaxcopoil, Xtepén, Uayalceh, Temozón, Itzincab y San Antonio Sodzil, entre otros.
Ya en el siglo XIX, durante y después de la llamada Guerra de Castas, se establecieron las haciendas henequeneras en una escala más amplia en todo Yucatán, particularmente en la región centro norte, cuyas tierras tienen la vocación para el cultivo del henequén.
En el caso de San José Cholul, al igual que la mayoría de las otras haciendas, dejaron de serlo, con peones para el cultivo de henequén, para convertirse en ejidos, es decir, en unidades colectivas autónomas, con derecho comunitario de propiedad de la tierra, a partir del año 1937, después de los decretos que establecieron la reforma agraria en Yucatán, promulgados por el presidente Lázaro Cárdenas del Río.

## Toponimia
Era costumbre en la época de la colonia combinar el nombre maya del sitio en que se hallaba una hacienda, con el del santo que adoptan como patrono. Cholul es un apelativo muy utilizado entre los mayas prehispánicos para designar sus asentamientos, y San José, el santo patrono de la hacienda.
En la época de oro de la producción de fibra de henequén, se generalizó la práctica de incorporar al nombre de la hacienda el apellido de su propietario. San José Cholul fue objeto de varios intercambios como propiedad, por lo que se le registró exclusivamente como Cholul hasta la tercera década del siglo XX, cuando la familia Cantón, adquirió la finca. Desde entonces también se conoce en el medio como Cholul Cantón.

## Historia

### De estancia ganadera a hacienda ganadero-maicera
Las tierras de San José Cholul debieron ser parte de dos antiguas encomiendas: la de Cacalchén, asignada en 1549 a José Ventura de Magaña y Figueroa, y la de Tixkokob, asignada desde los primeros repartimientos a Francisco de Montejo y más tarde a Martín de Palomar.
La noticia más antigua que se tiene de esta hacienda se remonta a los primeros años del siglo XIX, cuando su propietario era el presbítero Joaquín Tenreiro y ésta tenía una incipiente producción diversificada, aunque con la tendencia a consolidarse como hacienda ganadero -maicera. Su producción consistía en escasas 12 cabezas de caballos, un burro y 1 100 mecates de milpa. Se cultivaban, como en muchas otras haciendas yucatecas, otros productos regionales para el consumo de los propios hacendados como, por ejemplo, árboles frutales, caña de azúcar y colmenares.

### Del cultivo de caña de azúcar a la producción de fibra de henequén
De la caña de azúcar se obtenía únicamente azúcar morena y aguardiente para consumo doméstico; este producto no trascendió en la economía de la zona ganadero-maicera sino hasta la época independiente del país. Entonces las haciendas que lo cultivaron debieron adecuarse para obtener sus derivados. La hacienda San José Cholul conserva la antigua chimenea que se usó con estos fines.
A fines de la década de 1920, la hacienda San José Cholul fue embargada a su propietario Joaquín Tenreiro, y rematada al cura de Tixkokob por las dos terceras partes de su valor. Este valor incluía el ganado, el maíz, la miel y la caña de azúcar. La deuda de los sirvientes fue muy baja debido a que la hacienda contaba con solo cuatro personas de servicio.
La devastadora guerra de Castas, originada precisamente con la expansión del cultivo del azúcar, acabó con él. Más adelante, la apertura del mercado estadounidense para la fibra del henequén, conocida también como "sisal" o "soskil", ofrecería a las haciendas una nueva oportunidad.
San José Cholul se incorporó paulatinamente a la explotación del henequén. Los datos recabados en 1872 por una encuesta municipal revelan que no había en Cholul, entonces propiedad del señor José Cirerol, ganado caballar, lanar ni de cerda. Aunque ya contaba con dos mil mecates de henequén en cultivo, no había todavía ni uno solo en explotación.
En 1870, los señores Francisco Zavala y Manuel José Castilla se asociaron para comprar la hacienda al señor José Cirerol. Esta sociedad duró solo cinco años; en 1876 el señor Manuel José Castilla vendió su parte al señor Francisco Zavala. En 1878 la hacienda fue una vez más objeto de transacción comercial: el señor Zavala convino con el matrimonio Bolio Manzanilla en permutarla por el “Teatro Bolio” (hoy Teatro Peón Contreras) de la ciudad de Mérida.

### Auge de la industria de la fibra de henequén

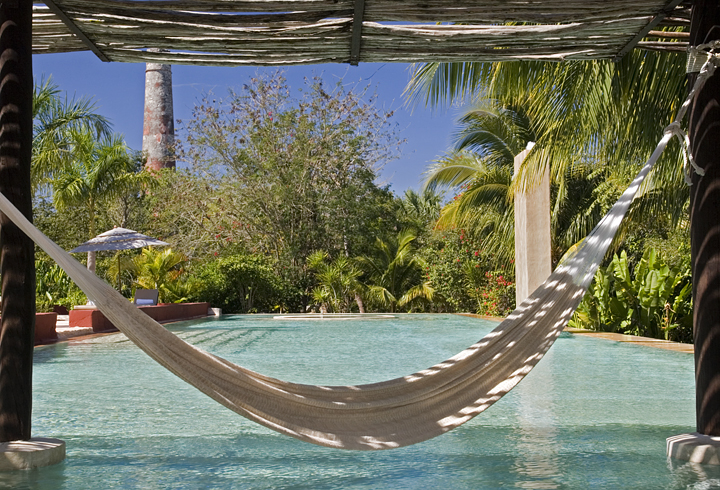
Piscina del hotel.

En 1879 Antonino Bolio Guzmán introdujo la primera planta desfibradora de henequén, que consistía en una rueda raspadora movida por una máquina de vapor, con lo que se convirtió en el promotor principal de este producto. En febrero de 1889 inauguró una vía portátil de tres kilómetros para tranvías, que partía de su hacienda Chacmoltún y terminaba en los planteles de henequén de la hacienda San José Cholul.
En 1904, el señor Bolio Guzmán vendió la hacienda y sus anexas a dos de sus hijos quienes, para 1916, habían logrado incrementar la propiedad y elevar su valor. Esta fue la época de máxima expansión de la hacienda, que incluía las anexas Chacmoltún, Tepakán, Xtohil y Habín. En 1929, quedaron como propietarios de la hacienda los señores Felipe G. Cantón y Ofelia G. Cantón de Guzmán.

### Decadencia de la industria de la fibra de henequén
La Reforma Agraria suscitó maniobras de los hacendados de Yucatán por evitar que sus propiedades fueran entregadas a los peones de las fincas. En San José Cholul había la atenuante de que nunca concentró una población significativa; no obstante, sus problemas con los trabajadores en esos años fueron de otro tipo, sobre todo en torno al bajo precio que se pagaba a los campesinos por el chapeo o limpieza de la fibra en los planteles de henequén. Por su parte, el gobierno intensificó acciones encaminadas a organizar a los peones de las haciendas en “Ligas de gremios de trabajadores”.
En 1944, ya avanzado el proceso de la reforma agraria, la hacienda San José Cholul, pasó a ser propiedad de Elba G. Cantón de Basares con tan solo 15 hectáreas de extensión. En 1963, Nacional Financiera se adjudicó la propiedad, que en poco más de treinta años se había convertido en ruinas.

## Arquitectura
Los elementos arquitectónicos del núcleo de edificios principales de la hacienda evidencian dos conjuntos sobrepuestos correspondientes uno al periodo ganadero y el otro al de cultivo de henequén.
La preservación de la atmósfera de la hacienda ganadera, por una parte, y el enriquecimiento del periodo de auge del henequén, por la otra, dan lugar a una arquitectura enmarcada por la naturaleza, a la que se integra sin mayor contradicción. Destaca el manejo de exteriores con sus magníficas terrazas inspiradas en la arquitectura prehispánica. En la última restauración de 1996, el arquitecto Bosoms [cita requerida] logra que la arquitectura y diseño de las diferentes áreas del hotel destaquen por su sencillez.

### La hacienda ganadero-maicera
El conjunto del periodo maicero-ganadero todavía puede reconocerse en la hacienda actual. La fachada de la casa principal se orientaba al sur y la resguardaba un corredor tradicional techado con una estructura de madera y paja. La vivienda era de cuatro piezas, que hoy forman la crujía sur de la casa principal.
Al poniente de la casa estaban, como era costumbre, la noria, la huerta y un tanque con cierta elevación sobre el nivel del suelo, compartida por la casa principal, la iglesia y los jardines más próximos. El desplante de estos espacios y los elementos arquitectónicos con que se aprovechaba el desnivel de la noria, hacían destacar todo el conjunto.
Las áreas de servicio ocuparon, como en toda hacienda ganadera, parte del área de la antigua manga. Al norte de la casa principal, también en la manga, se edificaron –de “cal y canto”–, la cocina, la despensa y las caballerizas. Al norte, aunque separado de la casa principal, estaba el oratorio. A principios del siglo XIX había plantas de coco en todo el contorno de la terraza.
Las modificaciones debidas a la destilación de la caña. La necesidad de una infraestructura para destilar el jugo de caña alteró el programa arquitectónico de la hacienda ganadera. La “casa de azúcar” y su chimenea se construyeron en la manga. La destilación se hacía muy cerca de la chimenea y de la noria.

### La producción de la fibra de henequén
Las modificaciones que conllevó el auge de la producción de fibra de henequén se realizaron a finales del siglo XIX. Se conservaron la casa principal –que se amplió y remodeló-, los corrales, el oratorio, el tanque, la noria, los canales de riego, la manga, la huerta y las caballerizas. Se preservó, además, la chimenea que había formado parte de la infraestructura azucarera.
La arcada de la fachada de la casa principal –de madera y palma– se sustituyó por una de cantería y bah-pec (cal y piedra). Ésta se orientó hacia el poniente para coincidir con el patio de desfibrado del henequén, que se situó en la manga que rodea tres de los costados de la casa. En su entrada se erigió un arco un poco mayor que el de la hacienda ganadera. Se asignaron nuevos usos a las áreas del conjunto y se incorporaron nuevas edificaciones.
En el nuevo conjunto se ordenaron dos zonas, una al suroeste y una más al noroeste de la casa principal. En la primera se sustituyeron dos viviendas que tenían funciones de habitación, y se erigieron los edificios para la administración, los servicios y la vivienda, ahí donde estuvieron la pagaduría, la casa-tienda y la habitación del encargado, el área para los trabajadores que no residían en la hacienda, los dormitorios, la cocina y los baños.
El ala noroeste se reservó para la producción: la casa de máquinas, las bodegas y una nueva noria, así como un tanque y un andén, ambos de grandes dimensiones. Un singular acueducto a pequeña escala, que va del tanque al área de desfibrado, alimenta la casa de máquinas.

### La hacienda en los albores del siglo XXI
Cuando fue restaurada en la década de 1980 para ser habilitada como hotel, se procuró conservar en su totalidad los rasgos de su arquitectura de finales del siglo XVIII y principios del XIX. Con excepción de la transformación del gran tanque de riego en alberca, la adaptación de la hacienda en hotel no introdujo un lenguaje arquitectónico contemporáneo. No obstante, el huésped cuenta con todas las comodidades y la seguridad que ofrece la modernidad.
Los tanques de ambas norias –una correspondiente a la época ganadero-maicera, al oriente de la casa principal, y la otra de la época de auge del henequén, al oriente de la casa de máquinas- conservan su función como depósito para el abastecimiento de agua, aunque adecuados como albercas. La mayoría de las habitaciones tienen estanques privados de agua.
Algunos edificios conservan puertas y marcos de las ventanas originales. También se restauraron, en la capilla, los murales del siglo XVIII. La cuidadosa restauración preservó los edificios con sus accesorios, su decoración y su mobiliario, e incluso el llamativo azul pastel de las fachadas.

## Galería

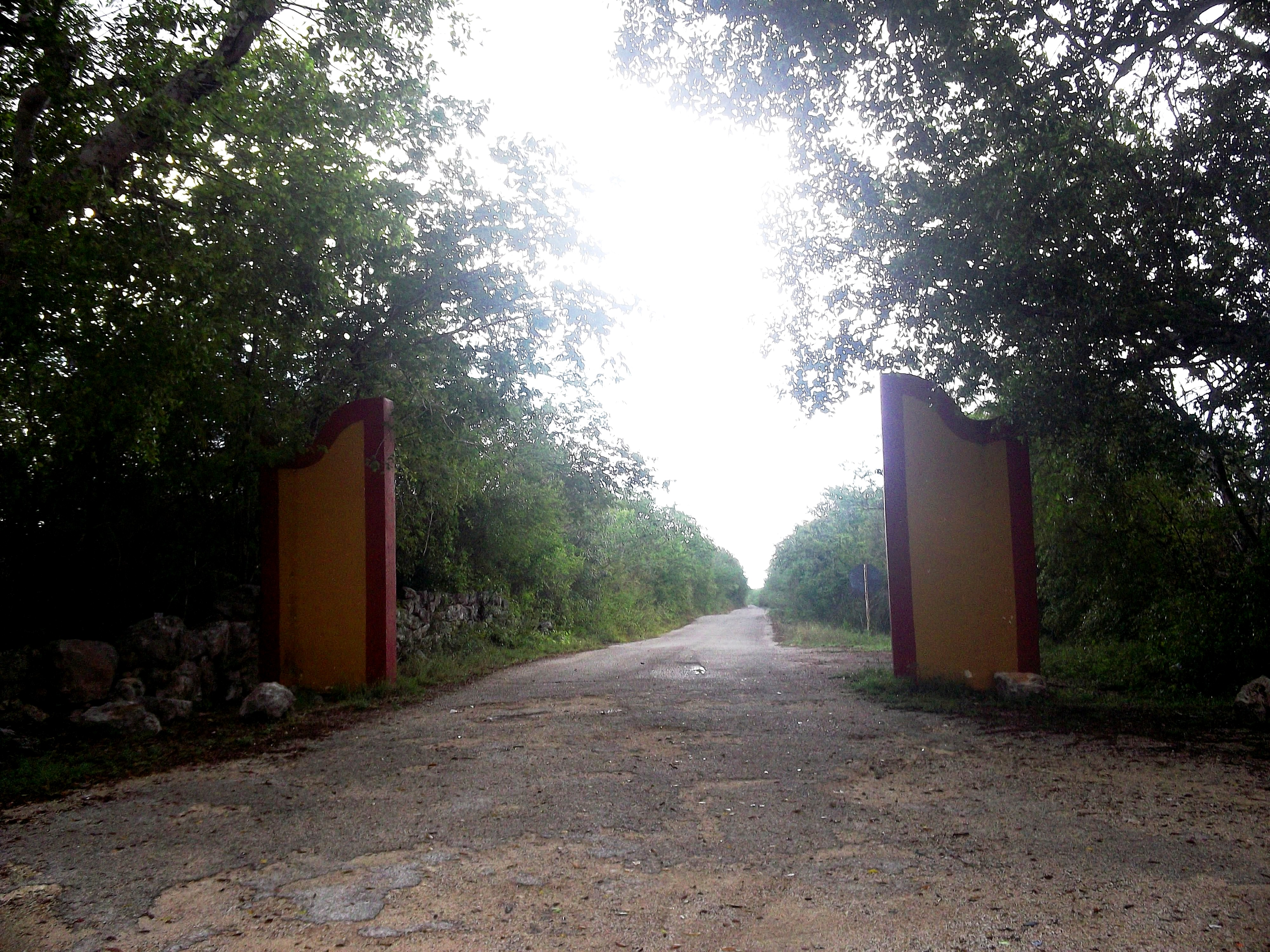
Entrada de la hacienda San José Cholul.
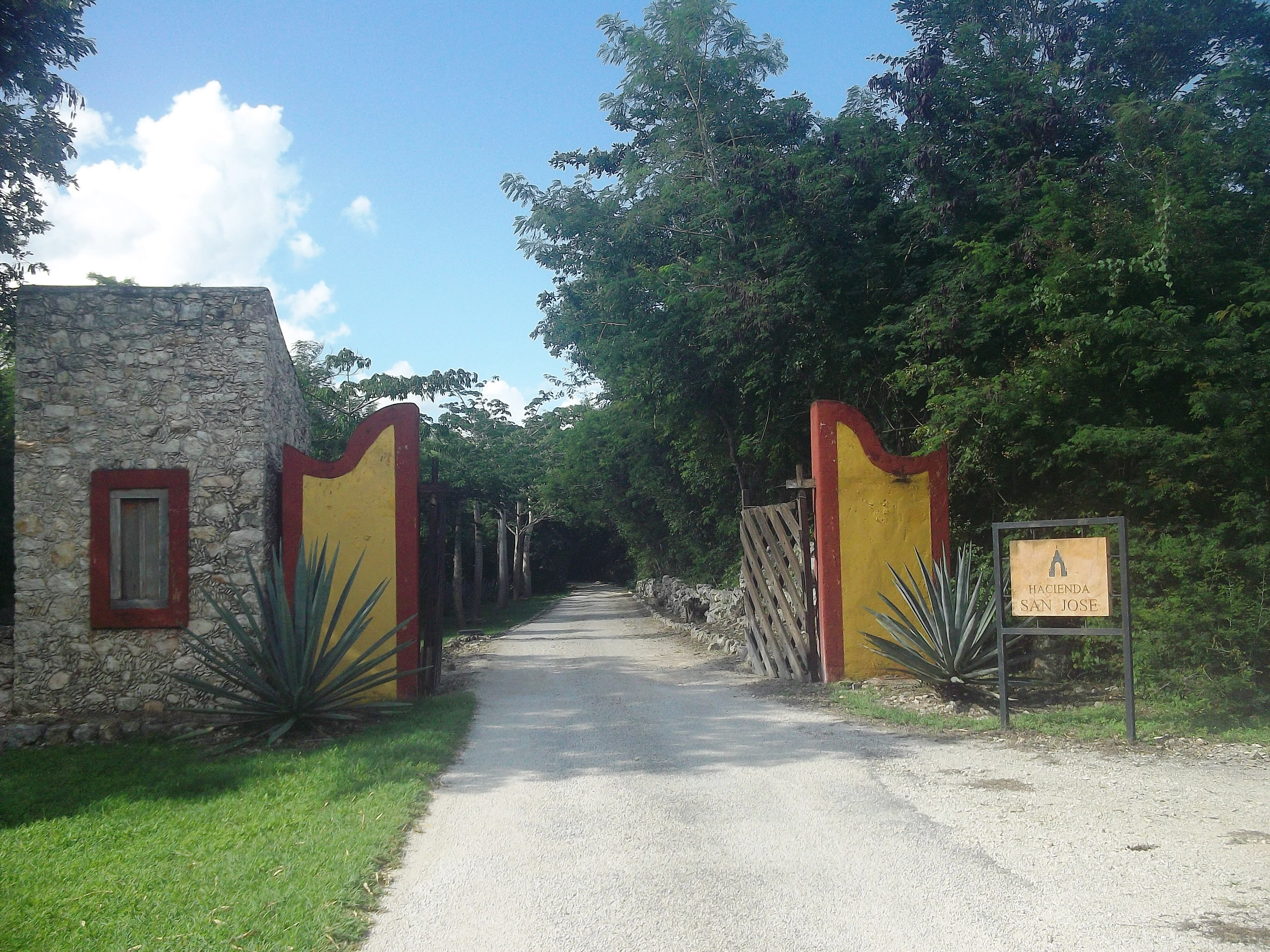
Entrada de la hacienda San José Cholul.
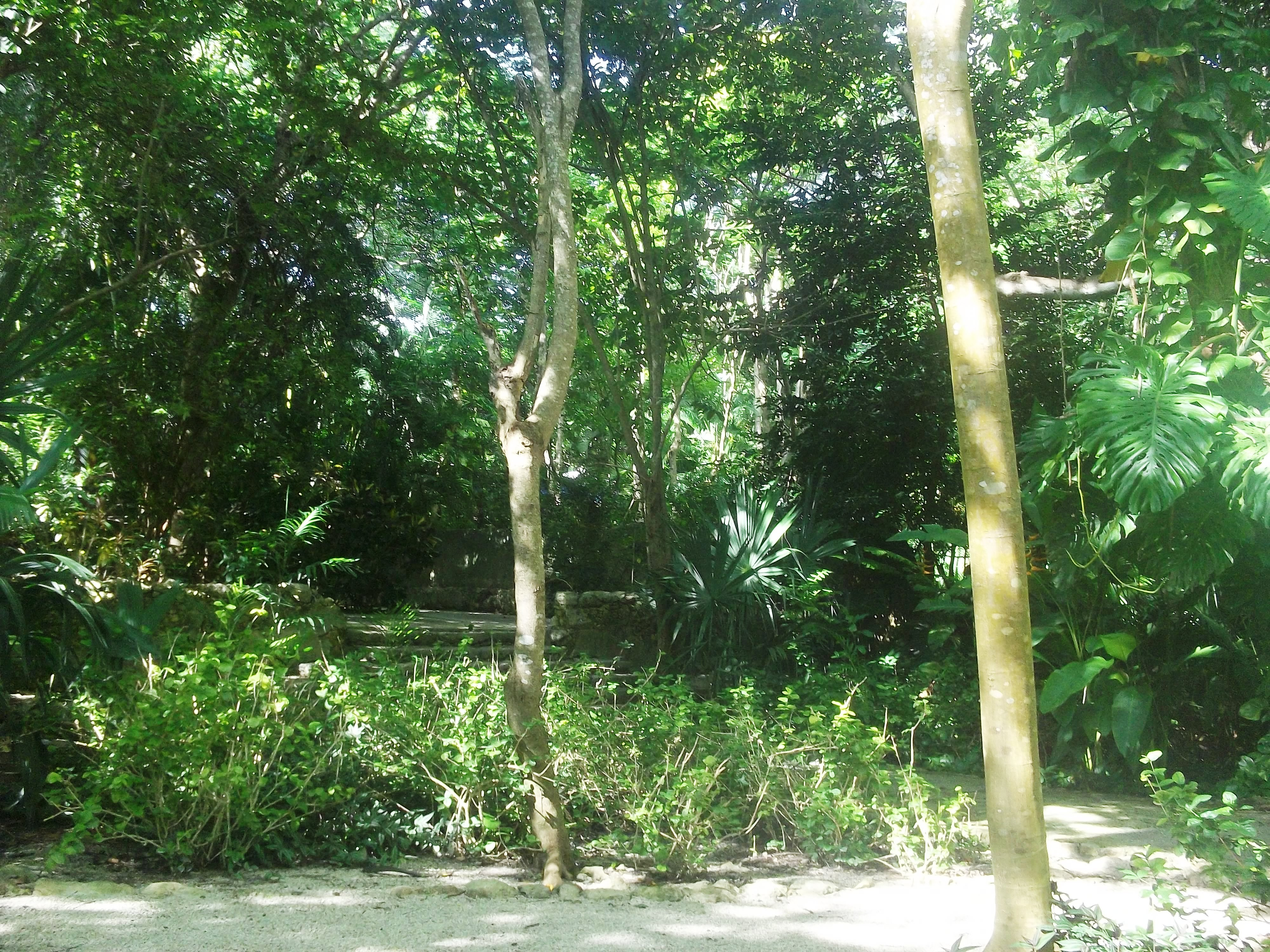
Vista de la hacienda San José Cholul.
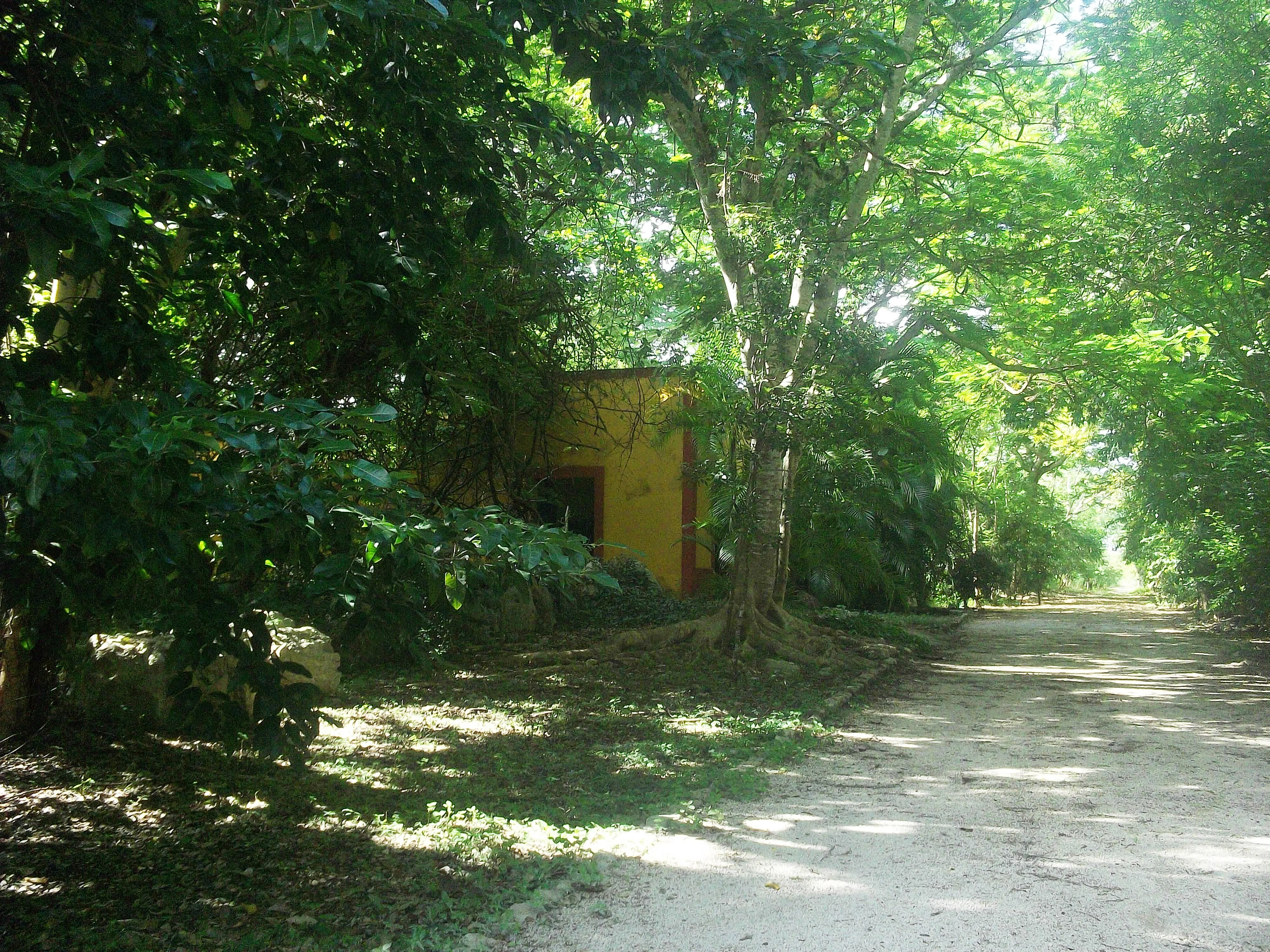
Vista de la hacienda San José Cholul.
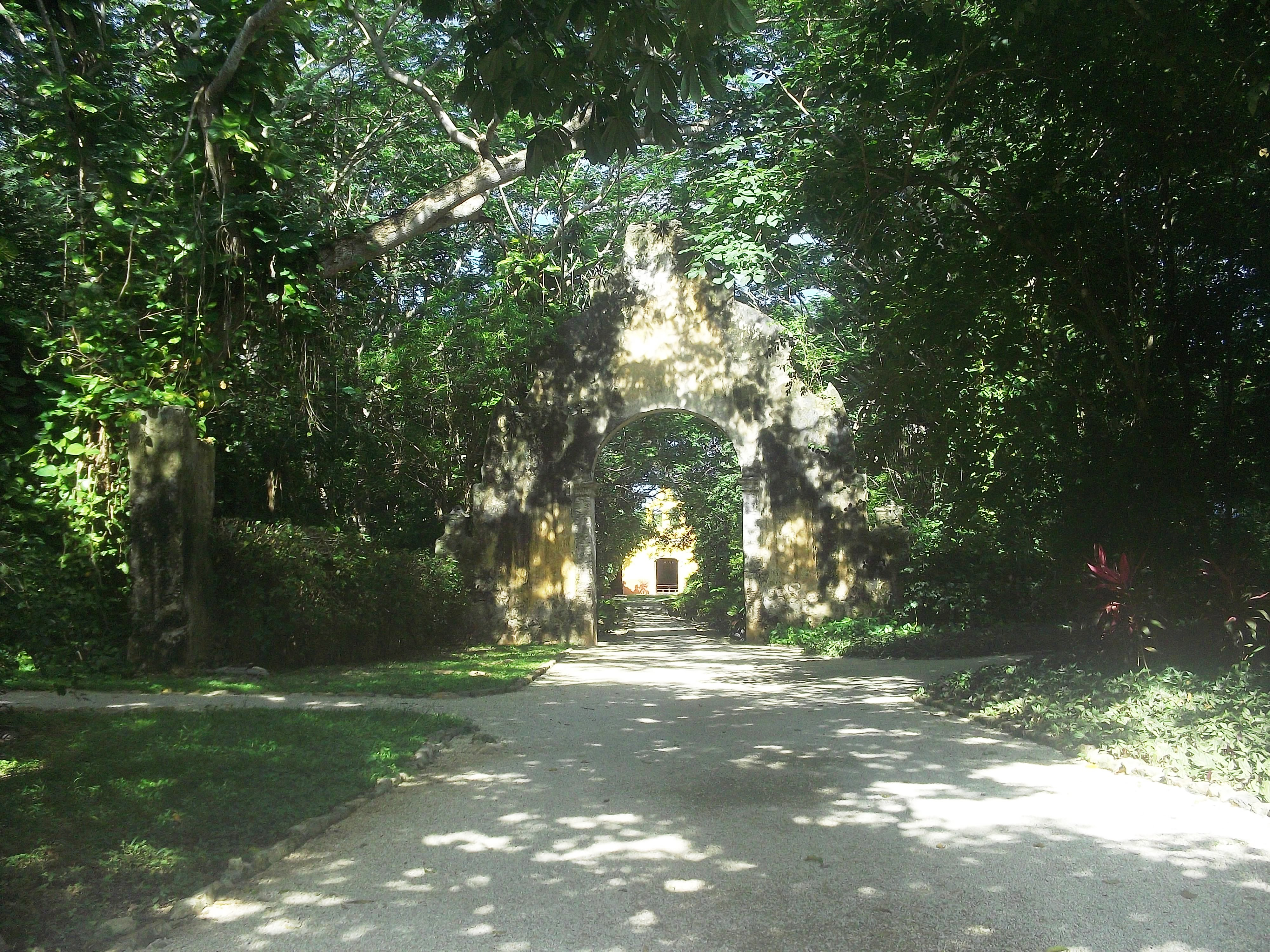
Arco y capilla de la hacienda San José Cholul.
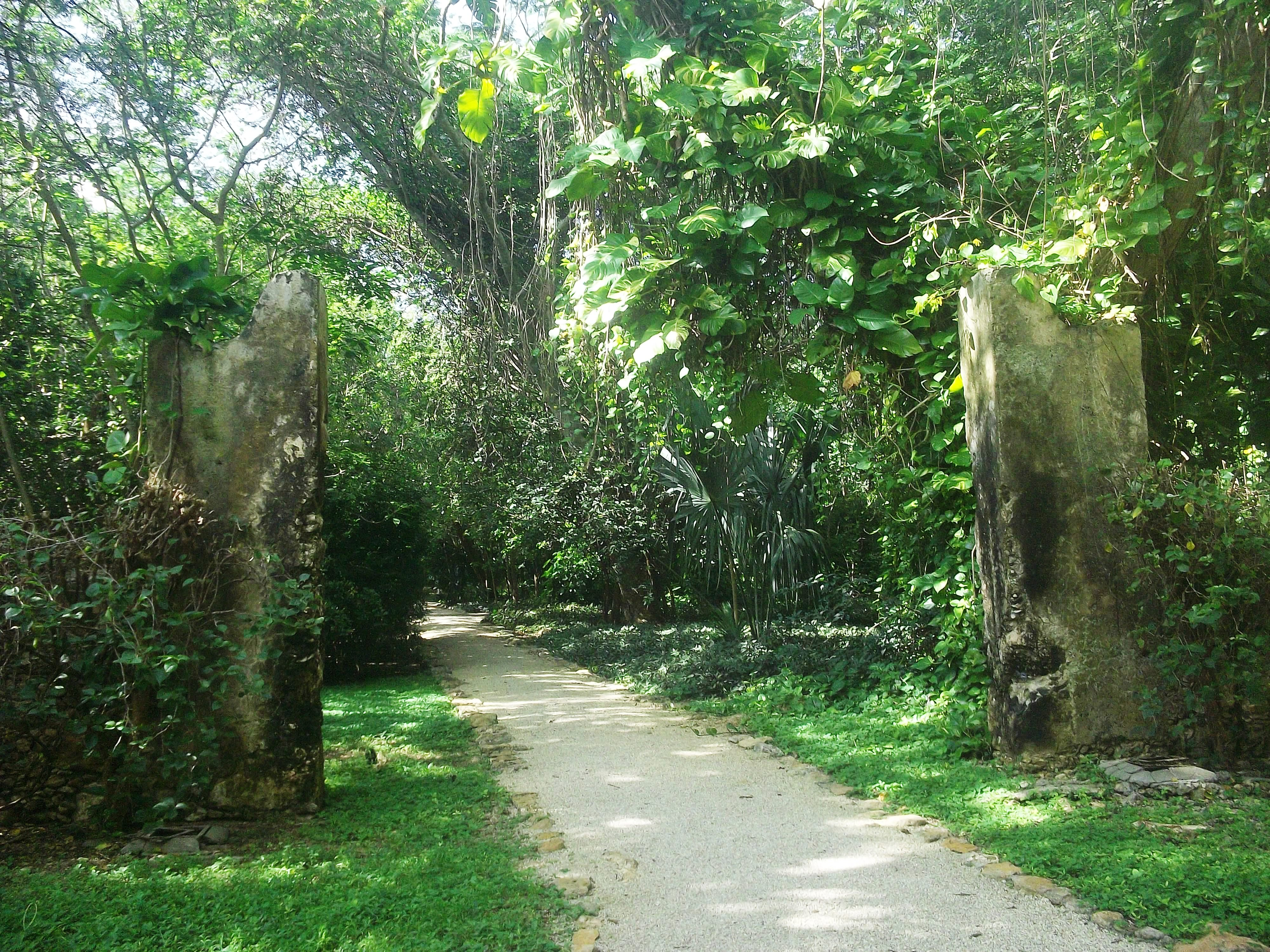
Vista de la hacienda San José Cholul.
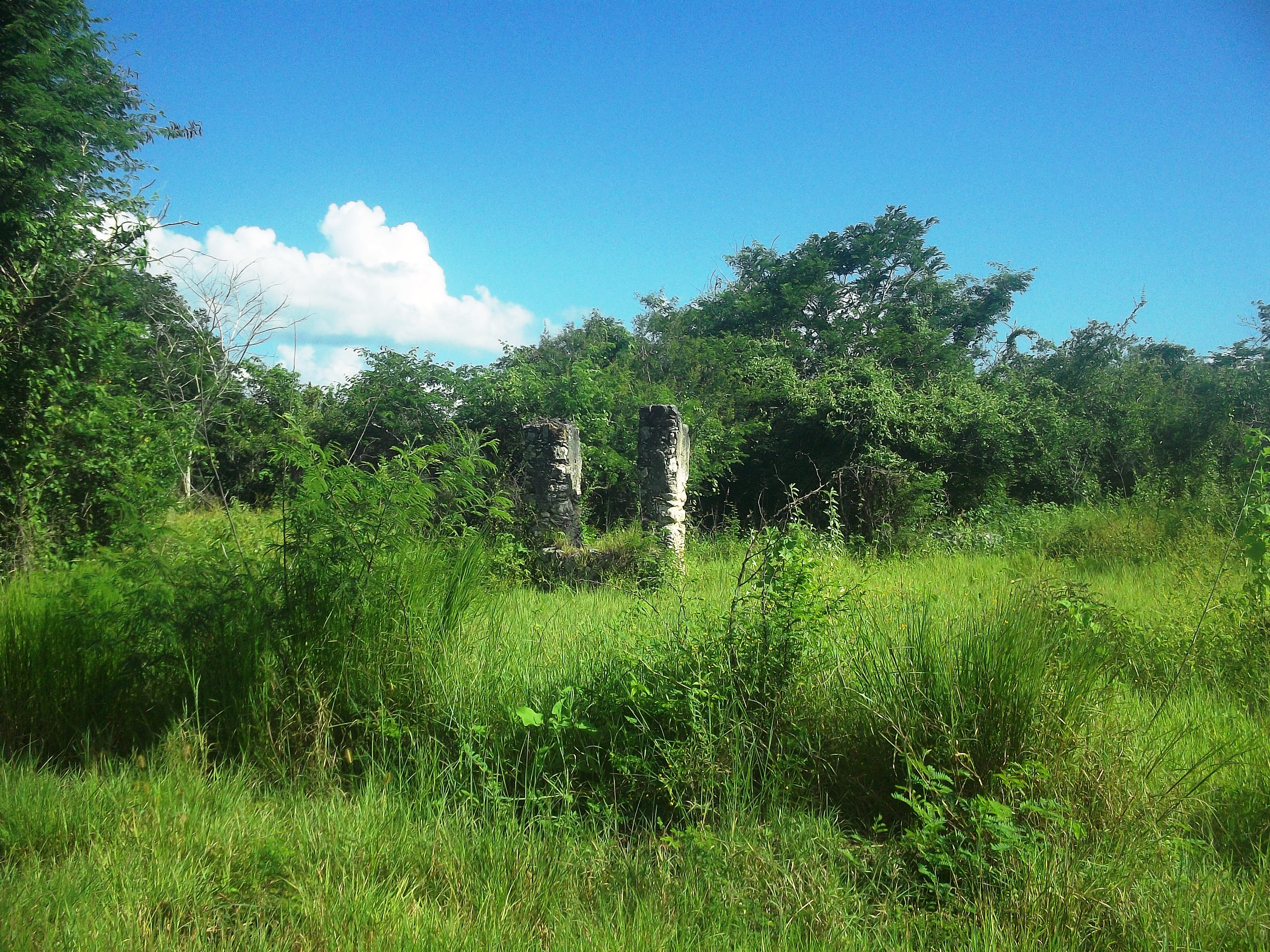
Pozo de la hacienda San José Cholul.
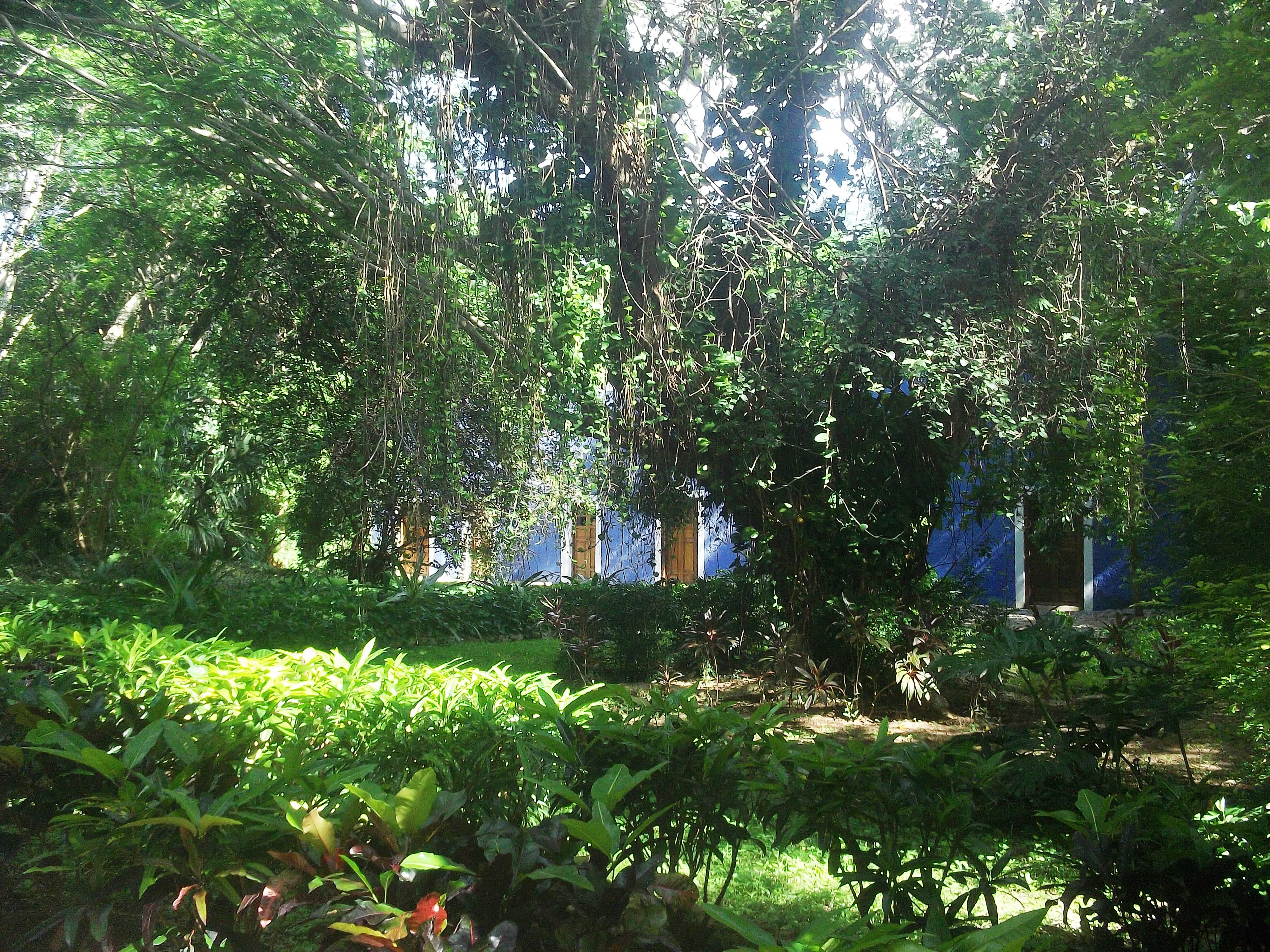
Vista de la hacienda San José Cholul.
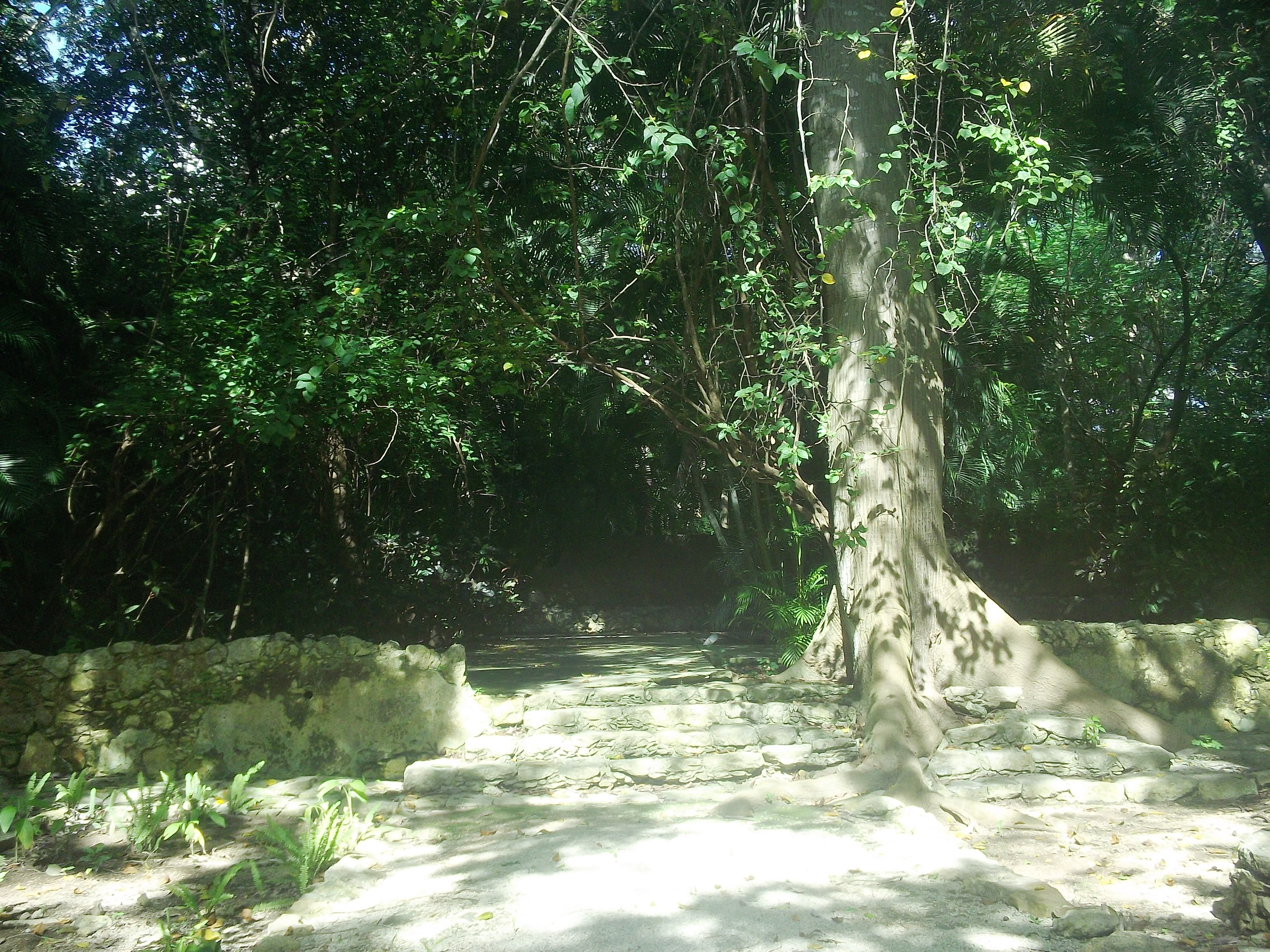
Vista de la hacienda San José Cholul.